# Ochsenhof (Naturschutzgebiet)
Der Ochsenhof ist ein Naturschutzgebiet in der hessischen Gemeinde Reinhardshagen im Landkreis Kassel.

## Allgemeines
Das Naturschutzgebiet mit der Gebietsnummer 1633008 ist rund 24 Hektar groß. Es ist zu einem großen Teil Bestandteil des FFH-Gebietes „Weserhänge mit Bachläufen“. Nach Westen schließt sich das Naturschutzgebiet „Thorengrund“ an. Das Gebiet steht seit dem 13. Oktober 1981 unter Naturschutz.

## Beschreibung
Das Naturschutzgebiet liegt in etwas zwischen Hann. Münden und Bodenfelde am Rand des Naturparks Reinhardswald. Es stellt einen Bereich in der Weseraue unter Schutz. Dieser wird von zwei naturnahen Stillgewässern geprägt, die aus ehemaligen Kiesteichen hervorgegangen sind. Die Nutzung als Kiesgrube wurde in der zweiten Hälfte der 1970er-Jahre eingestellt. In das Naturschutzgebiet sind die zwischen den Stillgewässern und der Weser liegenden Auebereiche einschließlich des Ufers der Weser und der ihr vorgelagerten, in Hessen liegenden Teil der Weser einbezogen.
Die Stillgewässer sind von Gehölzen umgeben. Stellenweise sind an den Ufern Röhrichte ausgebildet. Die Weser wird im Naturschutzgebiet teilweise von Gehölzen begleitet. Dazwischen sind Uferstaudenfluren und Röhrichte ausgebildet. Die zwischen den Stillgewässern und der Weser liegenden Flächen werden als Grünland genutzt. Das Naturschutzgebiet ist Lebensraum unter anderem für verschiedene Wasservögel und dient ihnen auch als Rast- und Überwinterungsgebiet.
Nach Westen grenzt das Naturschutzgebiet an die Bundesstraße 80, hinter der sich die Waldgesellschaften des Reinhardswalds erstrecken. Nach Süden grenzt es an eine ackerbaulich genutzte landwirtschaftliche Nutzfläche.